# سورن هانسن (رسام)
سورن هانسن (بالدنماركية: Søren Hansen)‏ هو رسام دنماركي، ولد في 12 أبريل 1943 في فريدريكسبرغ في الدنمارك.

## روابط خارجية
- سورن هانسن على موقع IMDb (الإنجليزية)
- سورن هانسن على موقع قاعدة بيانات الفيلم (الإنجليزية)